# Yang Ying (Tischtennisspielerin, 1977)
Yang Ying  (* 13. Juli 1977 in Xuzhou) ist eine ehemalige chinesische Tischtennisspielerin. Sie wurde viermal Weltmeisterin und gewann bei den Olympischen Spielen 2000 eine Silbermedaille.

## Werdegang
Yang Ying nahm von 1995 bis 2001 an vier Weltmeisterschaften teil. Mit der chinesischen Damenmannschaft wurde sie 1997 und 2001 Weltmeisterin. Ein weiterer Titelgewinn gelang 1997 im Doppel mit Deng Yaping und 2001 im Mixed mit Qin Zhijian. Mit Sun Jin erreichte sie 1999 und 2001 das Doppelendspiel, das jeweils gegen Wang Nan/Li Ju verloren ging. 1999 holte die mit Qin Zhijian Bronze im Mixed.
2000 wurde sie Asienmeisterin im Mixed mit Yan Sen und mit dem chinesischen Team. Oft startete sie bei den ITTF-Pro-Tour-Turnieren, wo sie sich fünfmal für die Grand Finals qualifizierte. Hier war sie vor allem im Doppelwettbewerb erfolgreich, den sie 1996 mit Deng Yaping und 2000 mit Sun Jin gewann. 1999 scheiterte sie im Finale an Wang Nan/Li Ju. Im Einzel kam sie 1996 und 2000 unter die letzten Vier.
2000 qualifizierte sich Yang Ying für die Teilnahme an den Olympischen Sommerspielen. Hier gewann sie im Doppel mit Sun Jin die Silbermedaille. Im Endspiel verloren sie erneut gegen Wang Nan/Li Ju.
In der ITTF-Weltrangliste belegte Yang Ying 1997 Platz vier.
1997 wurde sie vom deutschen Bundesligaverein Team Galaxis Lübeck verpflichtet, kam aber nicht zum Einsatz.

## Turnierergebnisse
| Verband | Veranstaltung                      | Jahr | Ort             | Land | Einzel        | Doppel        | Mixed         | Team |
| ------- | ---------------------------------- | ---- | --------------- | ---- | ------------- | ------------- | ------------- | ---- |
| CHN     | Asienmeisterschaft ATTU            | 2000 | Doha            | QAT  | letzte 16     | Halbfinale    | Gold          | 1    |
| CHN     | Asienspiele                        | 1998 | Bangkok         | THA  |               | Viertelfinale |               | 1    |
| CHN     | Asienmeisterschaft ATTU (Junioren) | 1994 | Joetsu Niigata  | JPN  | Silber        |               |               | 1    |
| CHN     | Olympische Spiele                  | 2000 | Sydney          | AUS  | keine Teiln.  | Silber        |               |      |
| CHN     | Pro Tour                           | 2001 | Skövde          | SWE  | letzte 32     | Gold          |               |      |
| CHN     | Pro Tour                           | 2000 | Farum           | DEN  | Silber        | Silber        |               |      |
| CHN     | Pro Tour                           | 2000 | Rio de Janeiro  | BRA  | Silber        | letzte 16     |               |      |
| CHN     | Pro Tour                           | 2000 | Fort Lauderdale | USA  | Viertelfinale | Silber        |               |      |
| CHN     | Pro Tour                           | 2000 | Kobe City       | JPN  | Viertelfinale | Gold          |               |      |
| CHN     | Pro Tour                           | 2000 | Chang Chun City | CHN  | Halbfinale    | Gold          |               |      |
| CHN     | Pro Tour                           | 1999 | Karlskrona      | SWE  | Silber        | Gold          |               |      |
| CHN     | Pro Tour                           | 1999 | Lievin          | FRA  | Viertelfinale | Halbfinale    |               |      |
| CHN     | Pro Tour                           | 1999 | Kobe City       | JPN  | letzte 16     | Gold          |               |      |
| CHN     | Pro Tour                           | 1999 | Guilin          | CHN  | Viertelfinale | Viertelfinale |               |      |
| CHN     | Pro Tour                           | 1998 | Courmayeur      | ITA  | Halbfinale    | Gold          |               |      |
| CHN     | Pro Tour                           | 1998 | Beirut          | LIB  | Gold          | Gold          |               |      |
| CHN     | Pro Tour                           | 1998 | Ji' Nan City    | CHN  | letzte 32     | Gold          |               |      |
| CHN     | Pro Tour                           | 1998 | Melbourne       | AUS  | Gold          | Gold          |               |      |
| CHN     | Pro Tour                           | 1998 | Wakayama        | JPN  | Halbfinale    | Halbfinale    |               |      |
| CHN     | Pro Tour                           | 1997 | Zhuhai          | CHN  | Halbfinale    | Halbfinale    |               |      |
| CHN     | Pro Tour                           | 1997 | Ipoh            | MAS  | Silber        | Silber        |               |      |
| CHN     | Pro Tour                           | 1997 | Melbourne       | AUS  | Halbfinale    | Gold          |               |      |
| CHN     | Pro Tour                           | 1997 | Fort Lauderdale | USA  | Viertelfinale | Silber        |               |      |
| CHN     | Pro Tour                           | 1997 | Rio de Janeiro  | BRA  | letzte 16     | Halbfinale    |               |      |
| CHN     | Pro Tour                           | 1996 | Boras           | SWE  | Silber        | Gold          |               |      |
| CHN     | Pro Tour                           | 1996 | Lyon            | FRA  | Silber        | Gold          |               |      |
| CHN     | Pro Tour                           | 1996 | Xi’an           | CHN  | Viertelfinale | Silber        |               |      |
| CHN     | Pro Tour                           | 1996 | Kettering       | ENG  | Gold          | Gold          |               |      |
| CHN     | Pro Tour Grand Finals              | 2000 | Kobe City       | JPN  | Halbfinale    | Gold          |               |      |
| CHN     | Pro Tour Grand Finals              | 1999 | Sydney          | AUS  | letzte 16     | Silber        |               |      |
| CHN     | Pro Tour Grand Finals              | 1998 | Paris           | FRA  | Viertelfinale | Viertelfinale |               |      |
| CHN     | Pro Tour Grand Finals              | 1997 | Hong Kong       | HKG  | letzte 16     |               |               |      |
| CHN     | Pro Tour Grand Finals              | 1996 | Tian Jin        | CHN  | Halbfinale    | Gold          |               |      |
| CHN     | Weltmeisterschaft                  | 2001 | Osaka           | JPN  | letzte 32     | Silber        | Gold          | 1    |
| CHN     | Weltmeisterschaft                  | 1999 | Eindhoven       | NED  | letzte 16     | Silber        | Halbfinale    |      |
| CHN     | Weltmeisterschaft                  | 1997 | Manchester      | ENG  | letzte 64     | Gold          | Viertelfinale | 1    |
| CHN     | Weltmeisterschaft                  | 1995 | Tianjin         | CHN  | letzte 16     | keine Teiln.  | Viertelfinale |      |
| CHN     | World Cup                          | 1998 | Taipeh          | TPE  | 5.–8. Platz   |               |               |      |
| CHN     | World Cup                          | 1996 | Hong Kong       | HKG  | Silber        |               |               |      |
| CHN     | WTC-World Team Cup                 | 1995 | Atlanta         | USA  |               |               |               | 1    |